# Desa Cempakaputih
Desa Cempakaputih är en administrativ by i Indonesien.   Den ligger i provinsen Banten, i den västra delen av landet, 14 km sydväst om huvudstaden Jakarta.